# اون بروستر
اون بروستر (به انگلیسی: Owen Brewster) سناتور سابق عضو حزب جمهوری‌خواه ایالات متحده آمریکا بود. وی در سال ۱۹۴۱ تا ۱۹۵۲ میلادی سناتور ایالت مین در سنای ایالات متحده آمریکا بود.